# Anthanthren
Anthanthren ist eine chemische Verbindung aus der Gruppe der polycyclischen aromatischen Kohlenwasserstoffe mit sechs verbundenen Ringen.

## Vorkommen
Anthanthren wurde in Motorabgasen, Bitumen, Rohöl und Tabakrauch nachgewiesen.

## Gewinnung und Darstellung
Anthanthren kann durch Reduktion von Anthanthron mit Zinkstaub gewonnen werden.

## Eigenschaften
Anthanthren ist ein gelber Feststoff, der löslich in Xylol ist. In konzentrierter Schwefelsäure löst es sich unter Bildung einer braunen Lösung. Eine Studie belegt bei hohen Dosen von Anthanthren in Aceton bei Mäusen Hauttumore.
Anthanthron und Dibromanthanthron leiten sich strukturell davon ab.